# Stäppsparv
Stäppsparv (Emberiza bruniceps) är en fågel inom familjen fältsparvar som häckar i Centralasien. Den är mycket nära släkt med svarthuvad sparv och hybridiserar med denna där deras utbredningsområden möts. IUCN kategoriserar den som livskraftig.

## Utseende
Stäppsparven är 17 cm lång, med lång stjärt. Den adulta hanen i häckningsdräkt har klart gul undersida, grön översida samt brunrött ansikte och bröst. Honan är en färgsvagare variant av hanen, med blekare undersida, gråbrun rygg och gråaktigt huvud. Juvenilen liknar honan, och båda kan vara svåra att skilja från svarthuvad sparv i samma dräkter.

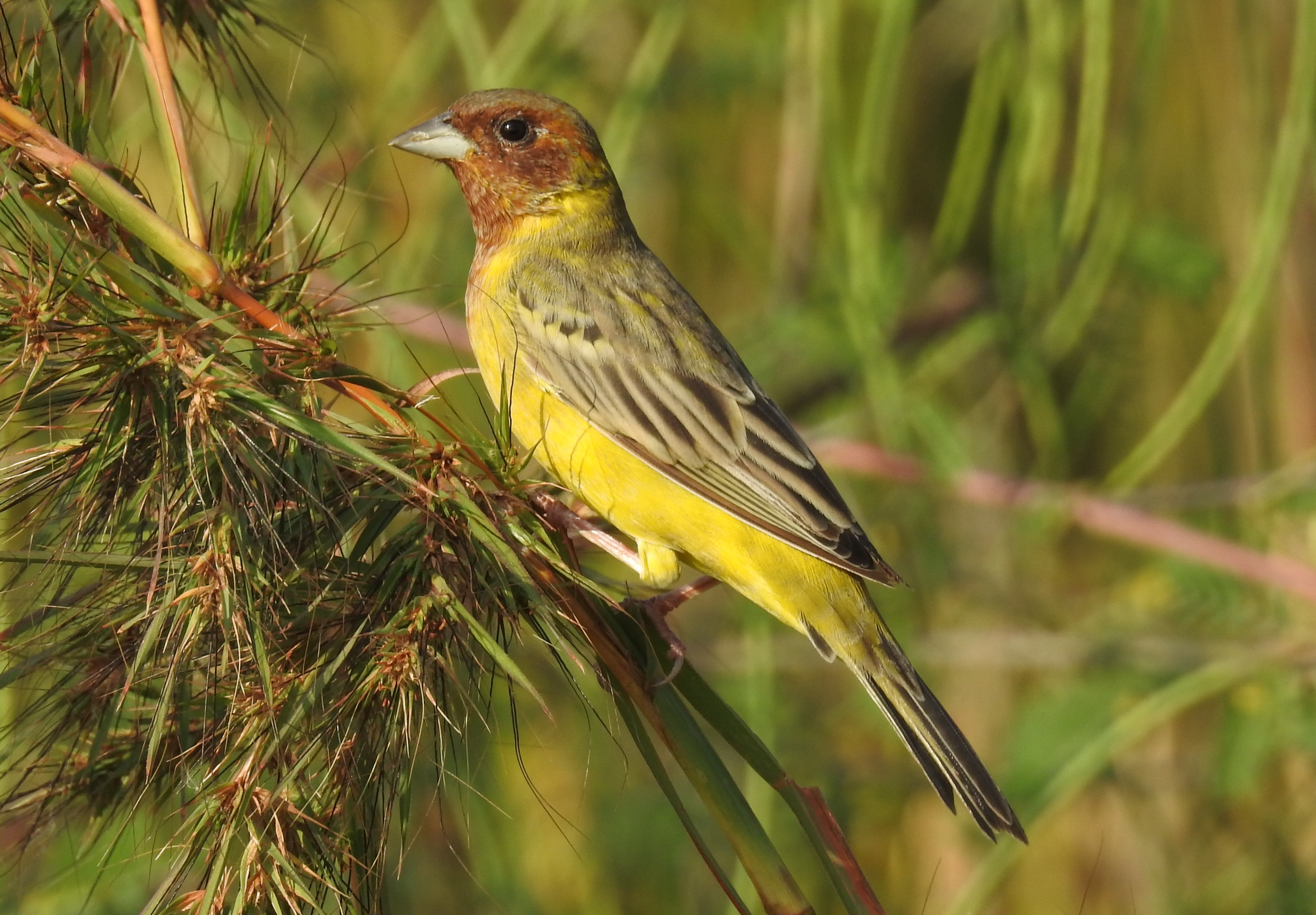
Hane.
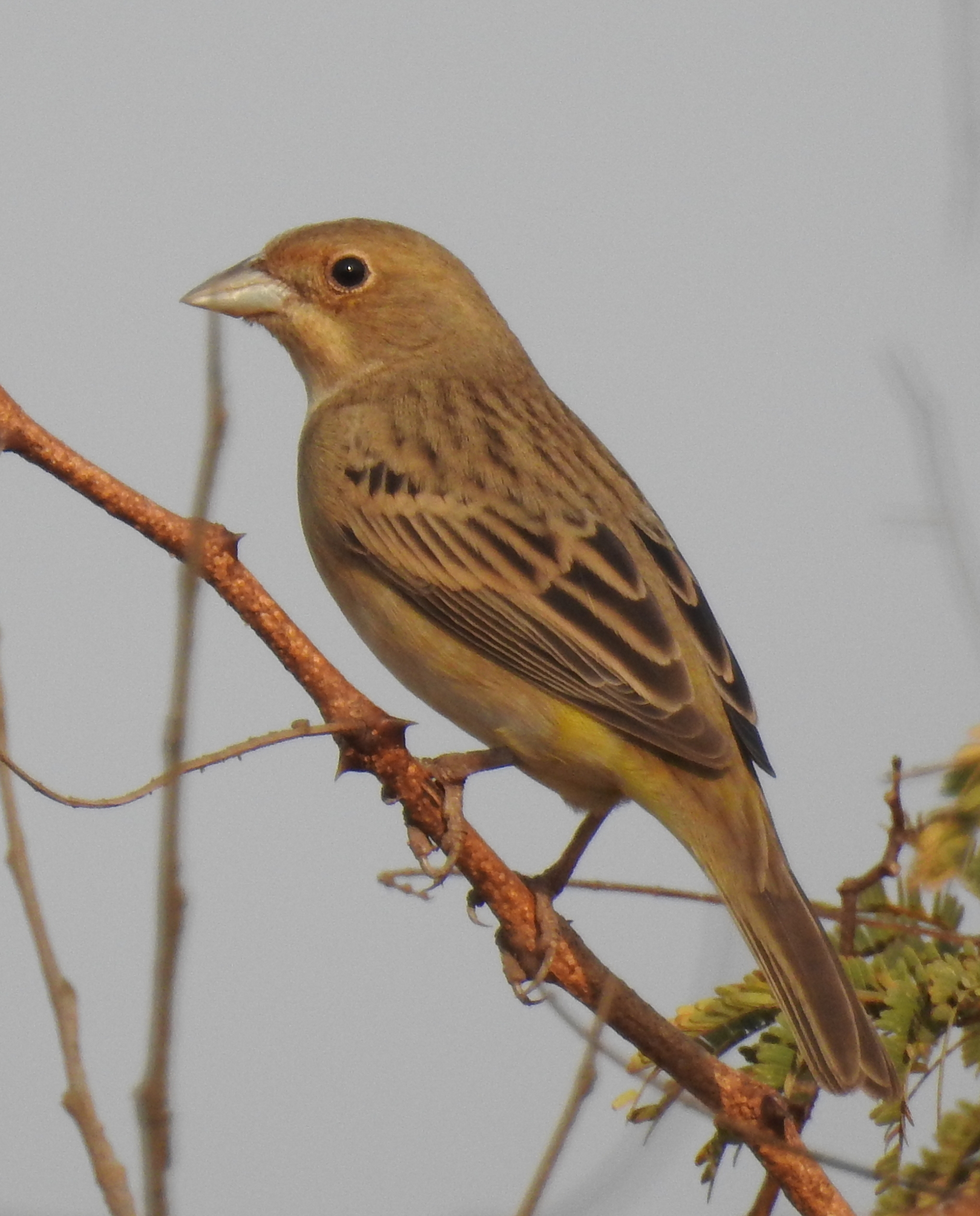
Hona.

## Läten
Stäppsparvens sång är för ett mänskligt öra identisk med svarthuvad sparv, en mörk och hackig strof, något accelererande och fallande i tonhöjd. De flesta lockläten är mycket lika svarthuvade sparvens, som vassa "tsit", snabba "ptr'r'r", ortolansparvslika "tjypp", rostsparvslika "zrit" och gulsparvslika "tjyh".

## Utbredning och systematik
Stäppsparven häckar i stora delar av Asien, från Iran i väster till Kina i öster. Den är en flyttfågel och hela den globala populationen övervintrar på den Indiska subkontinenten. Den uppträder sällsynt i Västeuropa. Den har observerats i Sverige, men observerade individer kan vara förrymda burfåglar, vilket stöds av att antalet rapporter minskat i takt med att importen av fåglar minskat.

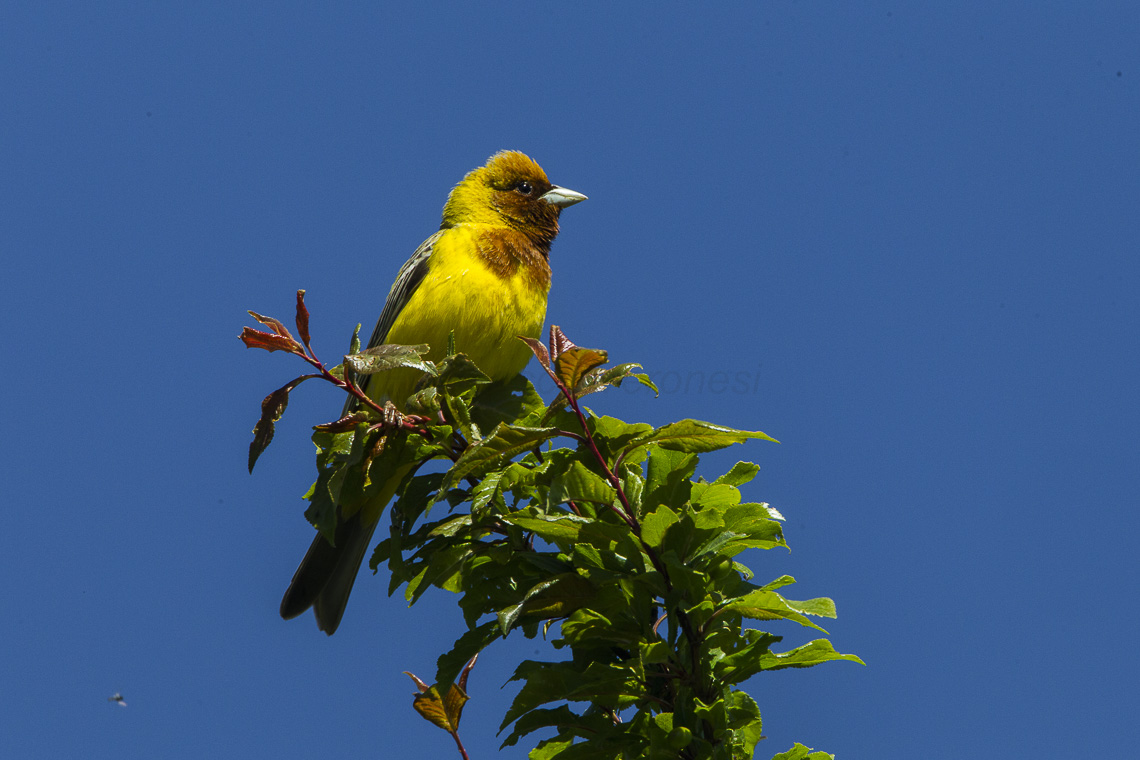
Stäppsparv fotograferad i Uzbekistan.

Stäppsparv är mycket nära släkt med svarthuvad sparv (Emberiza melanocephala) och hybridiserar med denna i två områden söder om Kaspiska havet där dessa båda arters häckningsutbredningar överlappar. Deras sång är också identisk enligt Ernst Schüz (1959). Trots detta behandlas de oftast som separata arter.

Utbredningsområde för svarthuvad sparv och stäppsparv.

## Släktestillhörighet
DNA-studier visar att tillsammans med tofssparv (traditionellt i det egna släktet Melophus) utgör stäppsparv och svarthuvad sparv en egen klad, relativt avlägset släkt övriga i släktet Emberiza. Olika taxonomiska auktoriteter har behandlat dessa resultat på två olika sätt. Oftast inkluderas tofssparven i Emberiza, medan andra urskiljer svarthuvad sparv och stäppsparv i ett eget släkte, Granativora.

## Ekologi
Stäppsparven häckar i öppna, buskiga landskap, även i jordbruksmarker, på höjder mellan 1500 och 2450 meter över havet. Den lägger tre till fem ägg, i ett skålformat bo som byggs i träd eller buskage, och äggen ruvas i genomsnitt i 14 dagar. Under häckningsperioden består födan av insekter och vintertid av fröer.

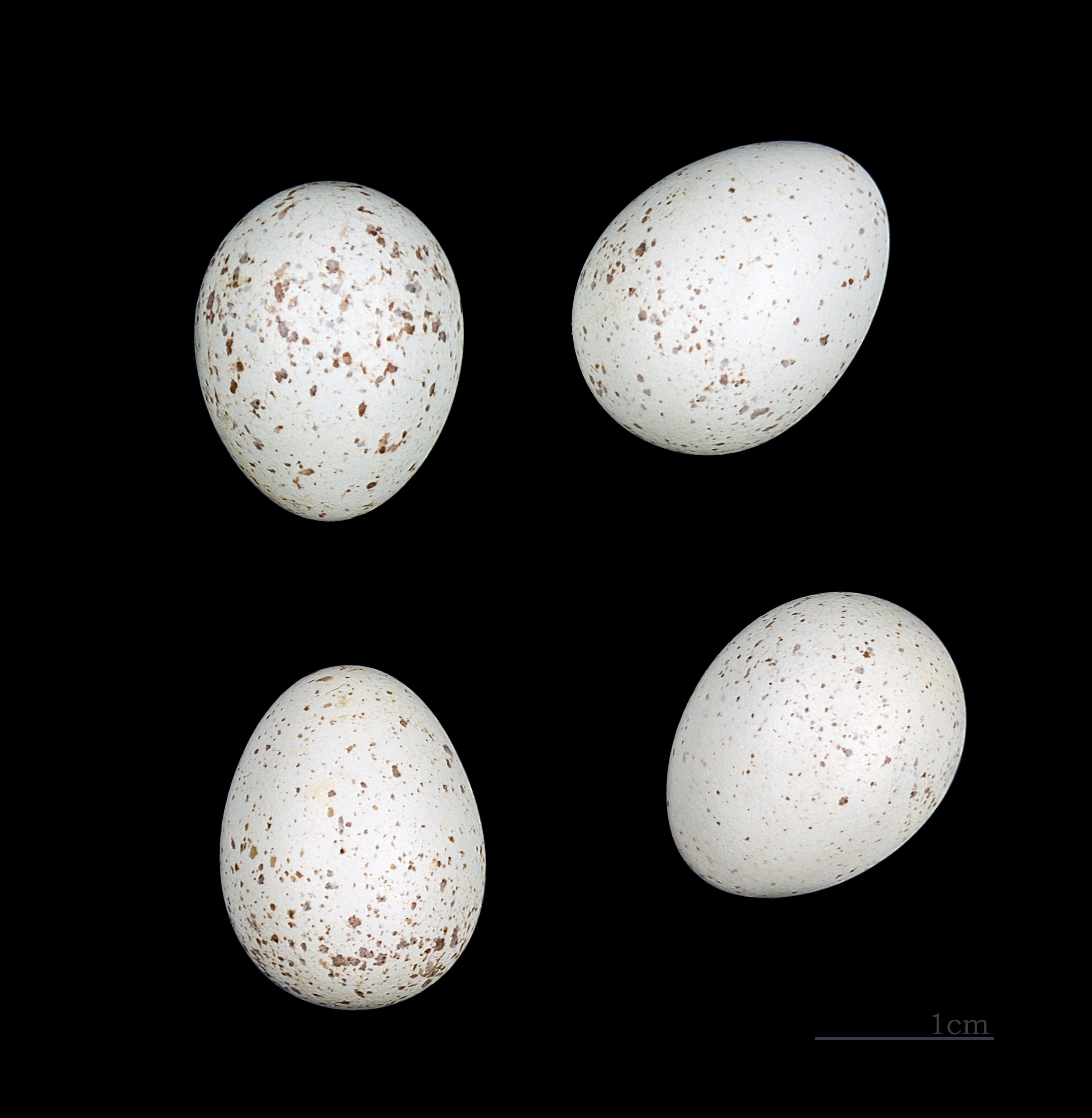
Ägg av stäppsparv.

## Hot och status
Internationella naturvårdsunionen IUCN kategoriserar den som livskraftig med tanke på dess stora utbredning, stabila trend och avsaknad av tydliga hot.

## källor
- Byers, Olsson och Curson, Buntings and Sparrows, ISBN 1-873403-19-4
- Svensson, Lars; Peter J. Grant, Killian Mullarney, Dan Zetterström (2009). Fågelguiden: Europas och Medelhavsområdets fåglar i fält (andra upplagan). Stockholm: Bonnier Fakta. sid. 400. ISBN 978-91-7424-039-9

Den här artikeln är helt eller delvis baserad på material från engelskspråkiga Wikipedia, Red-headed Bunting, 15 maj 2010.